# Migration verticale
La « migration verticale » est le nom donné au déplacement quotidien de certains organismes marins qui se déplacent chaque jour et chaque nuit, alternativement entre la surface et les profondeurs. Cette migration est sous le contrôle des variations d'intensité lumineuse et/ou (pour certaines espèces) de la polarisation de la lumière subaquatique perçues par les espèces concernées. La migration verticale peut donc être troublée par la pollution lumineuse. 
Dans le cas où les organismes migrent vers la surface pendant la nuit pour s'alimenter et descendent dans les couches plus profonde, le jour, cette migration est aussi qualifiée de nycthémérale. Certains auteurs ont comparé ces mouvements à une sorte de battement ou de pompe biologique.
Chez certaines espèces, seule une partie de la population effectue cette migration, l'autre restant en surface ou en profondeur. Il peut par exemple s'agir de larves planctoniques qui remontent la nuit, ou au contraire chez d'autres espèces d'adultes qui suivent le plancton qui est leur ressource alimentaire. Un prédateur d'espèces effectuant ces migrations verticales peut lui-même suivre les migrations de ses proies, ou simplement attendre qu'elles viennent à lui. Toutes ces stratégies semblent coexister dans la nature. 

## Organismes concernés
Ils sont très nombreux et varient selon les lieux et climats. Il s'agit d'organismes appartenant à des groupes variés, et de taille et forme variées, allant du zooplancton aux poissons en passant par les méduses, de petits mollusques pélagiques comme les thécosornes et le macro plancton gélatineux ou le necton.

## Relations à la lumière
Elle est évidente pour certaines espèces, alors que d'autres y semblent moins sensibles.
Dans le cas du phytoplancton autotrophe, alors que la lumière lui servant à la photosynthèse diminue exponentiellement depuis la surface de l'océan, la disponibilité des nutriments augmente en bas de la colonne d'eau (en raison de la circulation de la pompe biologique). Par conséquent, une partie du phytoplancton migre vers le bas de la colonne d'eau la nuit pour obtenir des nutriments, et peut-être également pour échapper aux prédateurs, mais est obligé de revenir à la surface le jour durant.
En revanche, le zooplancton hétérotrophe et les plus grands animaux n'exigent habituellement pas de lumière pour leur croissance (bien que quelques mixotrophes possèdent des endosymbiotes qui exigent de la lumière). Cependant, dans les eaux de surface qui sont bien éclairées (ou même dans les conditions « crépusculaires » de la zone mésopélagique) où leurs proies sont les plus abondantes, ils peuvent être vulnérables à de plus grands prédateurs qui chassent grâce à leur système visuel. C'est pourquoi certains entreprennent une migration nycthémérale, montant en surface la nuit pour se nourrir, et redescendant dans les profondeurs plus sombres et donc plus sûres le jour.
L'heure de la remontée n'est pas commandées (ou pas uniquement) par l’heure ou par une horloge biologique interne car dans le lac Léman, Giroud  & Balay G ont montré en 2000 qu’une éclipse solaire suffit à induire une remontée du zooplancton, qui cesse dès que la lumière solaire réapparaît.
De nombreuses espèces migrent verticalement : en Mer Ligure, une étude a porté sur les migrations verticales de 18 espèces de micronecton et de macroplancton (5 euphausiacés, 1 mysidacé, 1 décapode, 3 petits poissons, 3 siphonophores, 1 hydroméduse, 1 pyrosome et 3 mollusques ptéropodes. Une migration biquotidiennes a été constatée chez toutes ces espèces hormis pour l'euphausiacé Stylocheiron longicorne et les deux des poissons (Cyclothone braueri et Cyclothone pygmaea).

## Distances et vitesses verticales parcourues
Par rapport à la petite taille de ces espèces, les distances verticales parcourues peuvent être considérables : 155 m en moyenne pour le mysidacé Eucopia unguiculata et jusqu'à 630 m pour le décapode Gennadas elegans. 
Chez 3 espèces (l'euphausiacé Thysanopoda aequalis, le siphonophore Abylopsis tetragona et le ptéropode Cymbulia peroni) toute la population effectuait l’ascension et la descente dans la colonne d'eau, alors que chez Eucopia unguiculata et l'euphausiacé Nematoscelis megalops, seule une partie des individus effectuait cette migration.
De manière générale, les individus qui migrent verticalement entament leur descente au petit matin (un peu avant le lever du soleil) et commencent à remonter un peu avant le coucher du soleil. Selon les auteurs de cette étude « la chronologie des migrations est liée à la profondeur des niveaux bathymétriques occupés le jour par les espèces ». La taille (et donc l'âge) des individus influe aussi sur les heures et vitesses de migration chez certaines espèces (Nematoscelis megalops par exemple).
Tarling et al. en 1999 ont montré que la lumière lunaire ou une éclipse lunaire suffisait à influencer ces mouvements verticaux. À cette occasion ils ont mesuré des vitesses verticales atteignant sept centimètres par seconde (7 cm/s) chez le crustacé Meganyctiphanes norvegica.

## Dans les contextes de turbulence
Les turbulences, quelles que soient leurs sources, modifient les stratifications passibles des couches d'eau et peuvent donc a priori (momentanément ou durablement) perturber les migrations planctoniques.
Les turbulences ont longtemps été considérées comme une explication importante à la succession d'espèces motiles et non-motiles dans les eaux turbulentes ou à leur abord,,. Ce postulat négligeait cependant une possible adaptation des espèces motiles, qui pourraient par exemple proactivement répondre aux signaux de turbulence en modifiant leur comportement natatoire pour éviter les zones de forte turbulence. Des travaux de 2017 montrent qu'en effet, le phytoplancton (dont raphidophytes et dinoflagellés) peut adapter sa stratégie migratoire en réponse aux turbulences. En laboratoire du plancton exposé à des tourbillons de Kolmogorov imitant des turbulences de type océaniques, se subdivise en 5 à 60 min en deux sous-populations, l'une nageant vers le haut, et l'autre vers le bas. La compréhension de ce mécanisme pourrait permettre de modéliser le comportement d'algues unicellulaires nocives ou responsables de blooms planctoniques pouvant conduire à des zones mortes. Chez l'algue raphidophyte nocive Heterosigma akashiwo la cellule change également de forme dans ce contexte (modulation de l'asymétrie antérieure des cellules, qui se traduit par une inversion du sens de la nage, permettant à cette espèce planctonique de s'éloigner des zones les plus turbulentes). Le mouvement de ces espèces n'est pas aléatoire, et au sein d'une même population, les individus peuvent adapter leur comportement natatoire pour fuir les zones les plus turbulentes, ce qui peut être une importante stratégie de survie.
Ce comportement implique des migrations qui sont aussi « horizontales », et qui interfèrent également probablement avec la dérive planctonique.

## Avantage au regard de l'évolution
Ce comportement permettrait aux organismes qui pratiquent cette migration d'éviter les prédateurs. 
Il permettrait aussi d'économiser de l'énergie ; les eaux plus profondes sont également plus froides et au cours des périodes où la nourriture se fait rare (voir efflorescence algale), rester dans ces eaux de plus basse température ralentit le métabolisme des organismes, leur permettant de résister au manque de nourriture. Ces eaux profondes sont également moins turbulentes que les eaux de surface. Ainsi, moins d'énergie est nécessaire dans les eaux profondes. Les eaux de surface, où les courants sont les plus forts, permettent une dispersion plus efficace des petits organismes, ce qui peut être utile afin de coloniser de nouveaux milieux. 

## Moyens d'étude
De nombreux organismes  peuvent se croiser et également migrer horizontalement ou se laisser porter par le courant ; étudier ces migrations est un travail complexe. Divers moyens permettent d'observer ou tracer des migrations verticales en mer ou lacs.
- plongée sous-marine
- plongée en soucoupe[15], robot ou autre submersible[16]
- pêche au chalut
- pêche au filet à plancton
- détection d'indice acoustiques de regroupement de plancton ou autres organismes à une certaine profondeur[17], dont le krill[18].